# Souto (La Estrada)
Souto es una parroquia del sur del ayuntamiento gallego de La Estrada, en la provincia de Pontevedra, España.

## Límites
Limita con las parroquias de Arca y Codeseda. 

## Demografía
En 1842 tenía una población de hecho de 700 personas. En los veinte años que van de 1986 a 2006 la población pasó de 597 a 462 personas, lo cual significó una pérdida del 22,6%.

## Patrimonio
El patrimonio cultural del pueblo consiste en:
- Crucero del cementerio.
- Crucero cerca de la iglesia.
- Iglesia parroquial.
- Capilla de San Benito.
- Molinos de los regueros de Montillón, Enviande y Souto.

- Datos: Q3398062
- Multimedia: Souto, A Estrada / Q3398062